# Maria Lundqvist

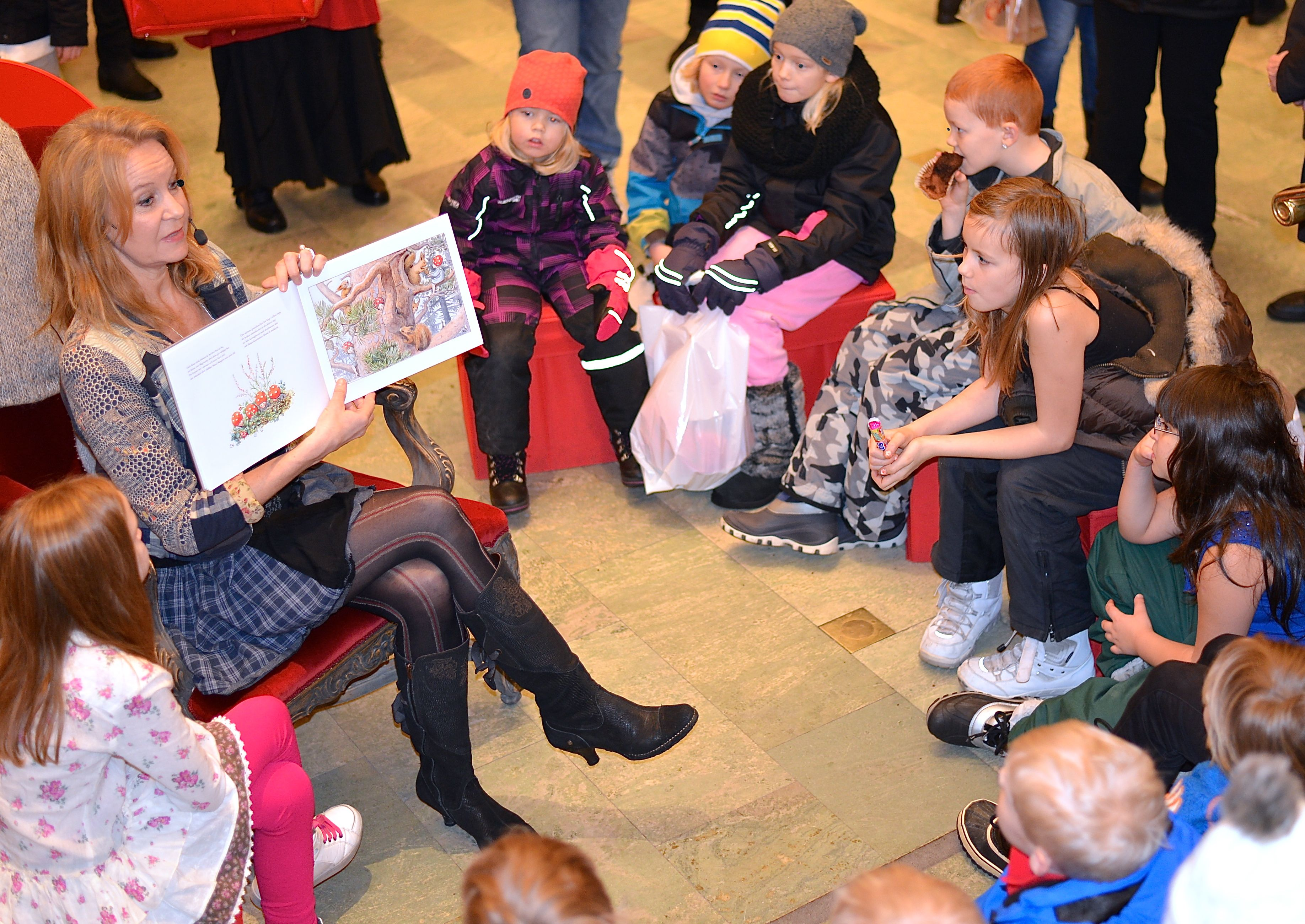
Maria Lundqvist läser en saga på NK i Stockholm julen 2012.

Annika Maria Lundqvist, född 14 oktober 1963 i Västra Frölunda församling, Göteborg, är en svensk skådespelare och komiker från Hälsö utanför Göteborg.

## Biografi
Lundqvist är dotter till slöjdläraren och dragspelaren Bert-Ove Lundqvist och läraren Gerd, född Wilderoth. Hennes morfar Evan Wilderoth var syssling med skådespelerskan Anita Ekberg och hennes farmor Sally Maria, född Krouthén, var kusin med friidrottaren Eric Lemming. Hon utbildade sig vid Teaterhögskolan i Göteborg 1983–1986. Hon har varit anställd vid Göteborgs stadsteater, Folkteatern och Backateatern i Göteborg samt Stockholms Stadsteater och Kungliga Dramatiska Teatern i Stockholm. Som komiker slog hon igenom på allvar när hon medverkade i Povel Ramels revy Kolla klotet på Lorensbergsteatern i Göteborg, som senare spelades på Cirkus i Stockholm 1996.
Lundqvist har gjort många humoristiska kvinnoporträtt, exempelvis den burleska Sally i SVT 1999. Hon gjorde stor succé i musikalen Guys and Dolls på Oscarsteatern i Stockholm och har under flera perioder samarbetat med showgruppen Triple & Touch. Hon har belönats med Guldmasken vid två tillfällen.
Maria Lundqvist har medverkat i långfilmer som Sprängaren, Familjehemligheter, Heartbreak Hotel.
Lundqvist blev tilldelad Guldbagge för sin roll som Signe i Den bästa av mödrar 2006 och för rollen i Himlens hjärta 2009. Hon tilldelades TV 4:s filmpris Guldsolen 2005.
Hösten 2007 gjorde hon rollen som Lina Lamont i Singin' in the Rain på Oscarsteatern. Hösten 2009 spelade Lundqvist rollen som Norma Desmond i musikalen Sunset Boulevard av Andrew Lloyd Webber. Musikalen hade Skandinavienpremiär på Värmlandsoperan, Karlstad den 24 september 2009.
Hon tilldelades 2010 års Karamelodiktstipendium.
Hösten 2010 hade hon premiär för sin egen show Blottad på Rival. Våren 2011 gick föreställningen på turné med Riksteatern. Våren 2012 spelade Lundqvist huvudrollen som Kajsa i SVT-Dramas 30 grader i februari. Under 2017 spelade hon Shirley Valentine på Maximteatern samt på Riksteaterturné under 2018.

### Privatliv
Maria Lundqvist var 1986–2010 sambo med dramatikern Mikael Bengtsson (född 1957). Lundqvist har fyra barn från detta förhållande, äldst av dessa är skådespelaren Anton Lundqvist (född 1989). Sedan 2010 är hon i en relation med skådespelaren Kristoffer Hellström.

## Filmografi (i urval)
- 1982 – Vi ses på Bråddvaj (TV-serie)
- 1992 – Damen i handskdisken
- 1993 – Den ena kärleken och den andra (TV-serie)
- 1993 – En dag på stranden
- 1994 – Håll huvet kallt
- 1994 – Handbok för handlösa
- 1996 – Polisen och pyromanen
- 1996 – Monopol (film)
- 1997 – Svensson Svensson – filmen
- 1999 – Sally (TV-serie) (2 säsonger, totalt 16 avsnitt)
- 1999 – Sjön
- 2000 – Före stormen
- 2000 – Mjuka paket
- 2001 – Familjehemligheter
- 2001 – Sprängaren
- 2003 – Paradiset
- 2004 – Kvinnor emellan (TV-serie)
- 2004 – Kniven i hjärtat (TV-serie)
- 2005 – Den bästa av mödrar
- 2006 – Lilla spöket Laban
- 2006 – Heartbreak Hotel
- 2007 – Den nya människan
- 2007 – Lilla spöket Laban
- 2008 – Himlens hjärta
- 2008 – Rallybrudar
- 2008 – De ofrivilliga
- 2008 – Maria Larssons eviga ögonblick
- 2009 – Prinsessa
- 2009 – Lilla spöket Laban - Bullar och Bång
- 2010 – Änglagård – tredje gången gillt
- 2011 – Tysta leken
- 2011 – Åsa-Nisse – wälkom to Knohult
- 2012 – 30 grader i februari (TV-serie)
- 2014 – Medicinen
- 2014 - Partaj (TV-serie)
- 2015 – En underbar jävla jul
- 2016 – 30 grader i februari (TV-serie)
- 2017 – Klassfesten (TV-serie)
- 2019–2020 – Bröllop, begravning och dop (TV-serie)
- 2022 – Kronprinsen som försvann (TV-serie)
- 2024 – LOL: Skrattar bäst som skrattar sist (TV-serie)
- 2024 – Bäst i test (TV-program)
- 2025 – Kiosken (TV-serie)

## Utmärkelser
- 1997 Guldmask - Bästa kvinnliga biroll i musikal för Kolla klotet
- 1999 Guldmask - Bästa kvinnliga musikalartist för Adelaide i Guys & Dolls
- 2001 Svenska humorpriset
- 2002 Nominerad till Guldbagge - Bästa kvinnliga huvudroll, Familjehemligheter
- 2002 Nominerad till Guldbagge - Bästa kvinnliga biroll, Sprängaren
- 2002 Fridolf Rudin-priset
- 2003 Svenska Akademiens pris
- 2005 Sao Paulo International Festival - Bästa skådespelerska Den bästa av mödrar
- 2005 Cairo Film Festival - Bästa skådespelerska Den bästa av mödrar
- 2005 Tallinn Film Festival - Bästa skådespelerska Den bästa av mödrar
- 2005 Jussi-priset - Bästa skådespelerska Den bästa av mödrar
- 2005 Guldsolen TV4
- 2006 Festróia International Film Festival, Silver Dolphin - Bästa skådespelerska Den bästa av mödrar
- 2006 Guldbagge - Bästa kvinnliga huvudroll,  Den bästa av mödrar[8]
- 2007 Nominerad till Guldbagge - Bästa kvinnliga biroll, Den nya människan
- 2007 Festróia International Film Festival, Silver Dolphin - Bästa skådespelerska, Heartbreak Hotel
- 2009 Videogala - Årets skådespelerska
- 2009 Hasse Ekman-stipendiat
- 2009 Festival du Cinéma Nordique - Bästa skådespelerska, Himlens hjärta[9]
- 2009 Guldbagge - Bästa kvinnliga biroll Himlens hjärta[10]
- 2010 Karamelodiktstipendiet[11]
- 2017 fick Maria Lundqvist Årets Hederspris för sina insatser och långa karriär inom skådespeleri av Västerås Filmfestival.[12]

## Teater

### Roller (ej komplett)
| År        | Produktion                                                                        | Roll                 | Regi             | Teater                                                                                    |
| --------- | --------------------------------------------------------------------------------- | -------------------- | ---------------- | ----------------------------------------------------------------------------------------- |
| 1985      | Top Girls Caryl Churchill                                                         |                      |                  | Malmö Stadsteater                                                                         |
| 1986      | DEN INBILLADE SJUKE                                                               | Angelique            |                  | Dramaten Stockholm                                                                        |
| 1987      | BINGO, BANGO, BONGO revy                                                          |                      |                  | Fria Proteatern                                                                           |
| 1988      | KNÄCKEBRÖD MED HOVMÄSTARSÅS                                                       | Hedvig Elisabeth     |                  | Folkteatern Göteborg                                                                      |
| 1988      | TUNGT GRÄS                                                                        | Eloine               |                  | Folkteatern Göteborg                                                                      |
| 1991      | PAPPAS FLICKA                                                                     |                      |                  | Stadsteatern Göteborg                                                                     |
| 1991      | JAG & TANT DAN                                                                    | Flickan              |                  | Stadsteatern Göteborg                                                                     |
| 1992      | TRETTONDAGSAFTON                                                                  | Maria Kammarjungfrun |                  | Backateatern Göteborg (gästframträdanden i Stockholm, Holland, Sevilla, Madrid och Chile) |
| 1993      | ROPET FRÅN LIVET                                                                  |                      |                  | Stadsteatern Göteborg                                                                     |
| 1994      | KANIN, KANIN                                                                      | Kanin Kanin          |                  | Stadsteatern Göteborg                                                                     |
| 1994      | CABARET                                                                           | Sally Bowles         |                  | Stadsteatern Göteborg                                                                     |
| 1995      | JEPPE PÅ BERGET                                                                   | Nilla                |                  | Stadsteatern Göteborg                                                                     |
| 1995      | LINJE LUSTA                                                                       | Blanche              |                  | Stadsteatern Göteborg                                                                     |
| 1996      | DROTTNINGENS JUVELSMYCKE                                                          | Tintomara            |                  | Stadsteatern Göteborg                                                                     |
| 1996      | KOLLA KLOTET Revy Povel Ramel                                                     |                      |                  | Cirkus, Stockholm Lorensbergsteatern                                                      |
| 1998      | Guys and Dolls Frank Loesser, Joe Swerling och Abe Burrows                        | Miss Adelaide        | Hans Marklund    | Oscarsteatern                                                                             |
| 1999      | RHAPSODY IN ROCK                                                                  |                      |                  | Sverigeturné                                                                              |
| 1999      | EN KVÄLL PÅ CIRKUS Triple & Touch och Maria Lundqvist Krogshow                    |                      |                  | Cirkus, Stockholm                                                                         |
| 2000      | Triple & Touch VS MARIA                                                           |                      |                  | Sverigeturné                                                                              |
| 2001      | STEREO Triple & Touch och Maria Lundqvist                                         |                      |                  | Trägår’n, Göteborg                                                                        |
| 2002      | Som ni vill ha det William Shakespeare                                            | Rosalinda            | Johanna Garpe    | Stockholms stadsteater                                                                    |
| 2003      | Ladusprall eller Some like it hö't Povel Ramel                                    | Medverkande          | Anders Albien    | Hasses Lada                                                                               |
| 2005      | EN VÄRLDSKLASSISK KONSERT                                                         |                      |                  | Turné med Norrköpings symfoniorkester                                                     |
| 2007      | Singin' in the Rain                                                               | Lina Lamont          |                  | Oscarsteatern                                                                             |
| 2007      | TVÅ GENERATIONER LUNDQVIST                                                        |                      |                  | Sverigeturné Musik i Väst.                                                                |
| 2008      | STJÄRNOR PÅ PARK                                                                  |                      |                  | Christmas Show Göteborg                                                                   |
| 2008      | MARIA&PÄR                                                                         |                      |                  | Cirkus och Sverigeturné                                                                   |
| 2009      | Sunset Boulevard Andrew Lloyd Webber, Don Black och Christopher Hampton           | Norma Desmond        | Ronny Danielsson | Wermland Opera                                                                            |
| 2010      | Singin' in the rain Betty Comden, Adolph Green, Arthur Freed och Nacio Herb Brown | Lina Lamont          | Bo Hermansson    | Oscarsteatern                                                                             |
| 2010      | Blottad                                                                           |                      |                  | Rival Stockholm                                                                           |
| 2011      | Blottad                                                                           |                      |                  | Sverigeturné                                                                              |
| 2011      | JULSHOW                                                                           |                      |                  | Färs och Frosta Sparbank Arena                                                            |
| 2015      | Älskade Pappor - en konsert om allas våra pappor.                                 |                      | Maria Lundqvist  | Sverigeturné                                                                              |
| 2015      | Förklädet Bob Martin, Don McKellar, Lisa Lambert och Greg Morrison                | Förklädet            | Edward af Sillén | Göta Lejon                                                                                |
| 2017      | Shirley Valentine                                                                 | Shirley              | Edward af Sillén | Maximteatern                                                                              |
| 2018      | Shirley Valentine                                                                 | Shirley              | Edward af Sillén | Riksteaterturné                                                                           |
| 2019–2022 | Om att våga flyga                                                                 |                      | Maria Lundqvist  | Sverigeturné                                                                              |
| 2023–2024 | Shirley Valentine                                                                 | Shirley              | Edward af Sillén | Sverigeturné                                                                              |